# St. George
St. George är en stad i sydvästra Utah i USA. Staden är administrativ huvudort (county seat) i Washington County. Staden ligger cirka 192 km nordöst om Las Vegas och 488 km söder om Salt Lake City. 
Enligt 2006 års folkräkning hade St. George en befolkning på 67 614 personer, vilket var en ökning från 49 728 år 2000. Staden är därmed den åttonde största i delstaten och en av de snabbast växande städerna i USA.
Stadens norra del kännetecknas av sina röda klippor och norr och nordväst om staden ligger Pine Valley-bergen. Staden ligger vid Mojaveöknens nordöstra ände. Klimatet är varmare än i övriga delar av delstaten och har blivit en populär plats för pensionärer att flytta till.

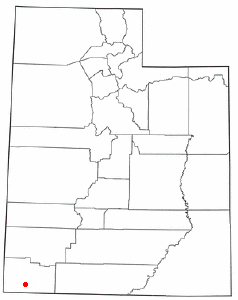
Stadens läge i Utah.

Staden grundades av Brigham Young, ledare för Jesu Kristi Kyrka av Sista Dagars Heliga (Mormonkyrkan), som ville börja odla bomull i trakten, vilket man också gjorde. Staden namngavs efter George A. Smith, en ledare inom kyrkan som var kusin till Joseph Smith. 1877 invigdes St George Utah Temple, kyrkans tredje tempel.
Stadens ekonomi har vuxit i takt med befolkningen. Ett stort företag i staden är SkyWest Airlines och Wal-Mart har ett distributionscenter i närheten av staden. Turism är också viktig för ekonomin. Staden ligger nära Zion National Park och Bryce Canyon National Park. Staden har också många golfbanor.